# 2012-fenomen
Med 2012-fenomen avses eskatologiska utflykter i form av en rad föreställningar och förslag, vilka har hävdat att katastrofala eller omvälvande händelser skulle komma att inträffa under år 2012. Förutsägelserna bygger främst på, vad som hävdas vara slutdatum för mayakalenderns så kallade ”Långa räkningen”, som utges för att vara i 5 125 år och avslutas vid vintersolståndet 2012. Argument för den förmenta Nibirukataklysmens datering är hämtade från en blandning av ofta pseudovetenskaplig arkeoastronomi, alternativa tolkningar av mytologi, numerologiska konstruktioner och påstådda kanaliserade profetior från utomjordiska varelser. Hela Harmagedon-syndromet bottnar alltså dels i oenighet mellan maya-kännare , dels i pseudovetenskap och vidskepelse.

## Tolkningar
En New Age-tolkning av denna övergång har antagit att planeten jorden och dess invånare, vid denna tid, genomgick en positiv fysisk eller andlig förvandling, och att 2012 blev början på en ny era. Omvänt har vissa trott att datumet 21 december 2012 skulle markera början på en apokalyps. Båda idéerna har spridits i ett flertal böcker och TV-dokumentärer, och har spritt sig världen runt genom webbplatser och diskussionsgrupper.
Maya-forskare påpekar att tanken att kalenderns Långa räkning "tar slut" vid 2012 ger en missvisande bild av mayakulturens historia. För moderna mayaindianer har året 2012 ingenting med världens undergång att göra och klassiska mayakällor i ämnet är få och motsägelsefulla om eventuell mystik kring talet 13. Detta tyder på att det då fanns liten eller ingen allmän enighet bland dem, om vad detta datum skulle innebära utöver det vanligen befarade vid slutet på en baktun. Enligt esoteriskt synsätt inträffade detta den 21 december 2012 och inledde "en ny tidsålder" eller jordens undergång. Esoterikerna menar att detta fenomen har beskrivits och förutsagts i mayakalendern och Alignment 2012 anordnar resa till Copan med konferens runt tidpunkten ifråga.
Alltefter som årsslutet 2012 närmade sig, började även de som söker hos Nostradamus vakna till och dennes profetior utnämnas ha förslag (särskilt av History-kanalen) till belägg för att världens ände var omedelbart förestående, trots det faktum att hans bok aldrig nämner världens slut - än mindre året 2012.
Övriga påståenden som förutsäger utgången i världen 2012 (anpassning till ett svart hål, kollision med en fri planet, polomkastning) har avvisats som pseudovetenskap av vetenskapssamhället. Många av dessa påståenden strider mot naturlagarna eller motsägs av enkla iakttagelser.
En viral marknadsföringskampanj har föregått Roland Emmerichs senaste katastroffilm 2012 och spelat på okunniga människors rädsla för ragnarök och domedag vid det årets vintersolstånd.

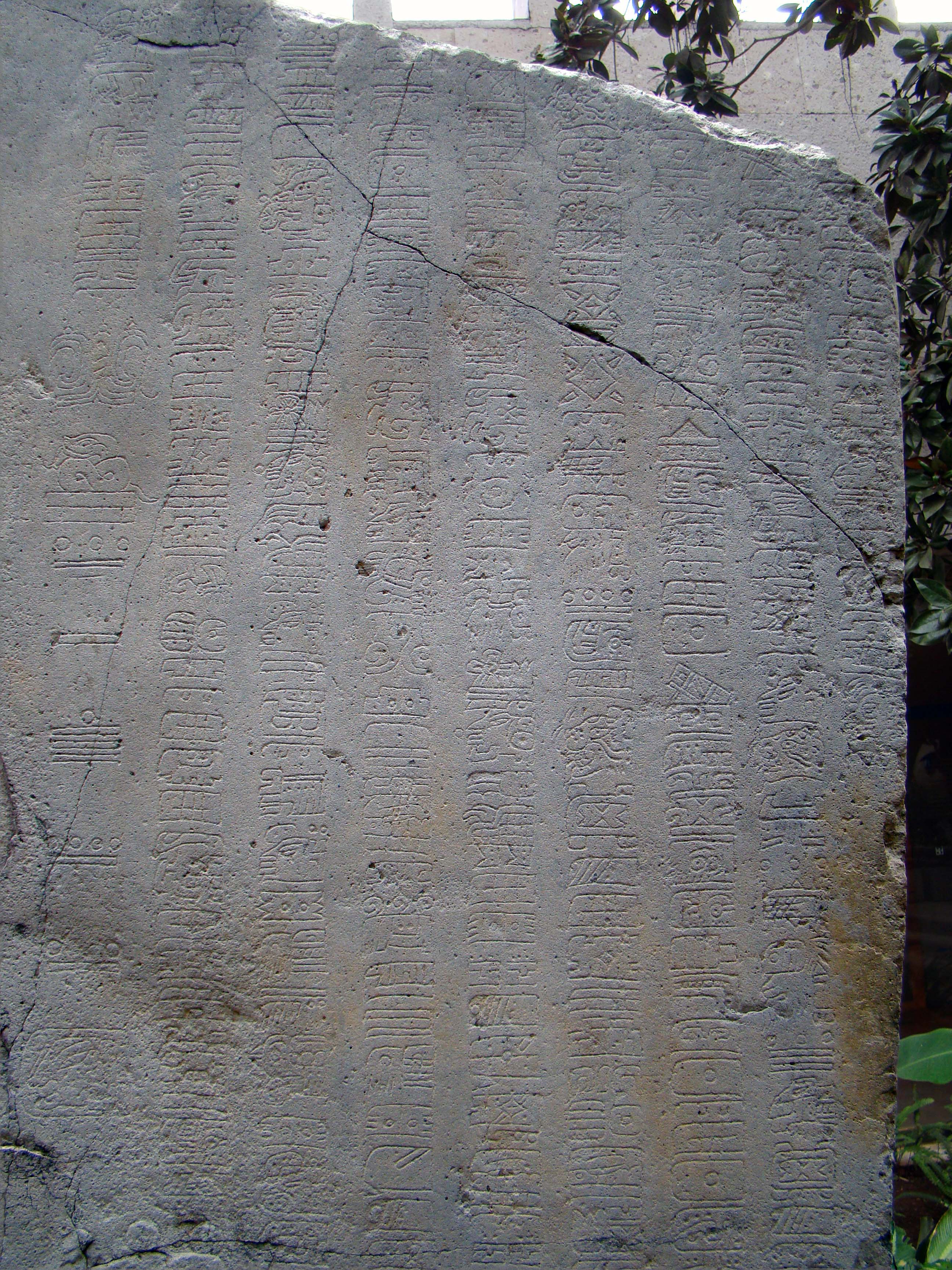
Detalj på en stele från La Mojarra från 100-talet. Kolumnen till vänster visar i Långa Räkningens glyfer datumet 8.5.16.9.7 eller år 156 v.t. De högra kolumnerna är en trolig mellanform av olmekskrift och mayaskrift.

## Den långa räkningen
December 2012 markerar slutet för den nuvarande baktun-perioden (400x360 dygn) av mesoamerikanska kalenderns Långa Räkning. Dateringssystemet användes i det som nu är Centralamerika, innan européerna kom dit. Även om Långa Räkningen troligen uppfanns av olmekerna, har den blivit närmast knuten till mayakulturen, vars klassiska period varade ungefär mellan årtalen 250 och 900. De klassiska Maya var läskunniga och deras skrivsystem har framgångsrikt lyckats uttydas. Det innebär att åtskilligt av deras skriftligen nedtecknade material har bevarats från tiden före den europeiska erövringen. 
Den Långa räkningen har som sin epok, "år noll" valt en punkt i det förflutna, som markerar slutet av den föregående världen och början av den nuvarande. Epoken motsvarar antingen den 11 eller 13 augusti 3114 f.Kr. i den Proleptiska gregorianska kalendern beroende på vilken formel som används. I motsats till den 52-års kalenderrunda, som fortfarande används idag bland Maya, var Långa räkningen linjär, snarare än cyklisk, och räknade tiden ungefär i enheter om 20, så att 20 dygn var en uinal, 18 uinal, eller 360 dygn, utgjorde en tun, 20 tun blev en katun, och 20 katun, eller 144.000 dygn, motsvarade en baktun. Så, till exempel, utgör mayanska datumet 8.3.2.10.15: 8 baktun +3 katun +2 tun +10 uinal +15 dygn sedan skapelsen.
Många mayainskriptioner låter räkningen övergå till ett nytt skede efter 13 baktun i stället för 20, som en konsekvent tillämpat vigesimalt talsystem skulle ha gjort. Idag är det mest accepterade motsvarigheten till slutet av den trettonde baktun, det mayanska datumet 13.0.0.0.0, i den västerländska kalendern antingen den 21 eller 23 december 2012.

### Maya-referenser till 2012
År 1957 skrev den tidiga mayanisten och astronomen Maud Worcester Makemson att "fullbordan av en storcykel om 13 baktun borde ha varit av största betydelse för Maya". Antropologen Munro S. Edmonson har tillfört att "Det verkar finnas en stor sannolikhet för att den erala kalendern, liksom årskalendern, motiverades av en långsiktig astronomisk prognos, en som år 355 f.Kr. gjorde en korrekt solståndsprognos 2 367 år fram i tiden [sic] ". 1966 hävdar Michael D. Coe mer ambitiöst i sin The Maya att "det finns en antydan [...] att harmageddon skulle drabba världens degenererade folk och hela skapelsen den sista dagen av den trettonde baktun. Alltså skulle [...] vårt nuvarande universum förintas den 24 december 2011, senare ändrat till 23 december 2012, när en storcykel av den Långa räkningen når fullbordan."
Coes apokalyptiska konnotationer godkändes av andra forskare i början på 1990-talet.Senare akademiska forskare har dock sagt att även om 13 baktun nått sitt slut, så vore det säkert en anledning till ceremonier, men det markerade inte slutet på kalendern. I sitt banbrytande arbete från 1990, hävdar mayakännarna Linda Schéle och David Freidel, med referens till Edmonson, att Maya "inte föreställer sig att detta är slutet av skapelsen, som många har föreslagit," och citerar mayaförutsägelser om händelser som ska inträffa efter utgången av den 13:e baktun. Således påtalar Schéle och Freidel att en datuminskrift om skapelsen från Coba noterats med 1320, det vill säga med tjugo positioner ovanför den för Katun. Detta tal representerade "startpunkten för en ofantlig trippmätare för tid". Schéle och Freidel beräknar att den tidpunkt då denna trippmätare skulle slå runt ligger runt 4,1341 × 1028 år in i framtiden, eller åtskilliga miljarder gånger den av vetenskapen godtagna åldern för universum. Detta visar att mayakulturen inte ryggade för stora tal.

### Storcykelns längd
Frågan kompliceras ytterligare av det faktum att många olika mayastadsstater använde Långa räkningen på olika sätt. Vid Palenque framgår det faktiskt att de prästerliga tidsväktarna trodde cykeln skulle upphöra efter 20 baktun, snarare än efter 13. Ett monument till minne av kungen Pakal den stores hädanfärd ansluter hans kröning med händelser så mycket som 4000 år senare, vilket tyder på att de skrivarna inte trodde att världen skulle upphöra den 13.0.0.0.0.

#### Tortuguero
Maya-fyndplatsen Tortuguero, som ligger i sydligaste Tabasco, Mexiko, är från 600-talet och har en rad inskrifter för att hedra den samtida härskaren. För en av inskrifterna, kallad Tortuguero Monument 6, godtas det allmänt bland Maya-kännare att den syftar på 2012 års datumet. Det har blivit delvis oläsligt, men den Långa Räkningen såsom Tortuguero använder den, innehåller 20 baktun i en Storcykel, så slutet efter 13 baktun innebar inte ett Storcykelslut enligt Tortugueros astronomer.

#### Chilam Balam
Chilam Balam är en grupp post-kolumbianska profetiska Maya-historier transkriberade i en modifierad form av det spanska alfabetet. Deras olika författarskap tillskrivas en ”chilam balam” eller jaguarprofet. Chilam Balam från Tizimin har översatts två gånger: en gång av arkaeoastronomen Maud Worcester Makemson och en gång av antropologen Munro S. Edmonson. Makemson trodde att en av bokens rader (”licutal oxlahun bak biokemi, ti u cenic u tzan en ceni CIAC ABA yum texe”) syftade på den "oerhört viktiga ankomst 13.0.0.0.0 4 Ahau 3 Kankin i en inte alltför avlägsen framtid ", översätter det som ”Oförhappandes ska Baktun 13 komma seglande, bildligt talat, och medföra ornamenten som jag har talat om, från dina förfäder." Hennes version av texten fortsätter: "Sedan kommer guden att besöka sina små. Kanske "Efter Döden" kommer att bli föremål för hans samtal”. Makemson förlitade sig fortfarande på sin egen datering av 13.0.0.0.0 till år 1752 och därför avsåg "inte alltför avlägsen framtid" i hennes kommentarer endast några år efter att skrivaren i Tizimin noterade sina Chilam Balam. Edmonsons översättning stöder inte denna tolkning - han anser att Långa räkningen helt saknas i boken, med ett möjligt 24-rundasystem använt i stället.Andra Chilam Balam böcker innehåller hänvisningar till det 13:e baktun, men det är oklart om dessa är i det förflutna eller framtiden, till exempel ”oxhun bakam u katunil” (tretton ”bakam” av katuns) i Chilam Balam från Chumayel.

## Källhänvisningar